# Собинский район
Со́бинский райо́н — административно-территориальная единица (район) и муниципальное образование (муниципальный район) во Владимирской области России.
Административный центр — город Собинка.

## География
Район расположен в центре Владимирской области. С запада на восток по территории района протекает река Клязьма. К югу от Клязьмы начинается Мещёрская низменность. Северная часть района входит в зону Владимирского Ополья.
Площадь 1605.69 км² (11-е место среди районов).
Основные реки — Клязьма, Ворша, Колокша. Наиболее крупные озёра — Исихра, Большое и Малое Замошенское, Рукавское.
Более половины площади района занимают леса. В северной части произрастают преимущественно лиственные породы, в южной — сосновые леса. Обширную территорию занимают торфяные болота. Флора района насчитывает 742 вида сосудистых растений.

## История

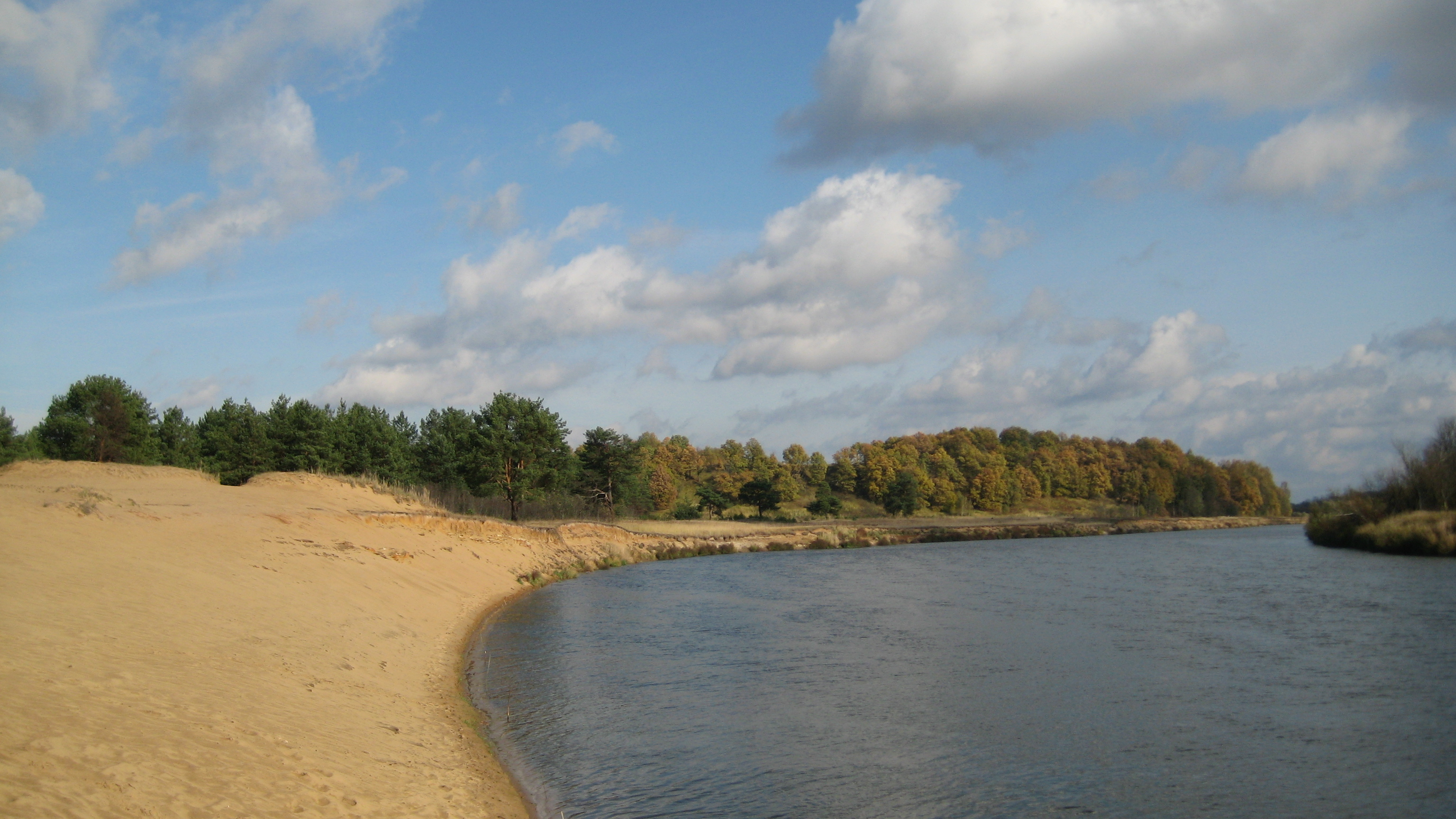
Река Клязьма близ села Осовец

- Район образован 10 июня 1929 года в составе Владимирского округа Ивановской Промышленной области из части территорий упразднённого Владимирского уезда Владимирской губернии.
- 1 августа 1931 года в состав района вошла территория упразднённого Ставровского района.
- На 1 января 1940 года в состав района входили город Собинка, рабочий посёлок Лакинский и 25 сельсоветов: Алексеевский, Алепинский, Березниковский, Близнецовский, Болдинский, Волосовский, Воршинский, Глуховский, Дровновский, Кадыевский, Карачаровский, Копнинский, Коробовский, Косьминский, Ларионовский, Пушнинский, Рождественский, Ставровский, Сулуковский, Тетеринский, Ундольский, Фомицинский, Черкутинский, Шепелевский, Юровский[4].
- С 14 августа 1944 года Собинский район в составе Владимирской области.
- 26 марта 1945 года Собинский район разукрупнен с включением Алепинского, Черкутинского, Рождественского, Глуховского, Юровского, Карачаровского, Ставровского, Сулуковского, Фомицинского, Волосовского, Тетеринского с/с в Ставровский район. В состав Собинского района включены Колокшанский и Булановский с/с Владимирского района. Дровновский, Ларионовский, Одинцовский с/с выделены из Собинского района с включением их состав Петушинского района.
- В 1954 объединены сельсоветы: Алексеевский и Ундольский — в Алексеевский с/с, Кадыевский и Булановский — в Вышмановский с/с, Коробовский и Косьминский — в Головинский с/с, Березниковский и Шепелевский — в Березниковский с/с.
- В 1959 упразднены сельсоветы: Головинский и Петушинский с передачей его территории Березниковскому с/с.
- 1 февраля 1963 года образован Собинский сельский район в составе 30 сельсоветов: 6 с/с (Алексеевский, Березниковский, Воршинский, Вышмановский, Колокшанский, Копнинский) Собинского района; 14 с/с Петушинского района; 7 с/с Ставровского района; 2 с/с пригородной зоны Кольчугино и 1 с/с Небыловского района.
- 4 марта 1964 года во вновь образованный Ставровский сельский район переданы 14 с/с (Бабаевский, Березниковский, Волосовский, Воршинский, Вышмановский, Добрынинский, Ельцинский, Завалинский, Калитеевский, Кишлеевский, Колокшанский, Рождественский, Черкутинский, Юровский); 16 с/с (Алексеевский, Болдинский, Васильковский, Воспушинский, Глубоковский, Ивановский, Караваевский, Копнинский, Костинский, Крутовский, Ларионовский, Лачужский, Липенский, Марковский, Панфиловский, Петушинский) остались в составе Собинского сельского района, центр которого был перенесен в рабочий посёлок Новые Петушки, поэтому Собинский сельский район был переименован в Петушинский.
- 12 января 1965 года Ставровский сельский район преобразован в Ставровский район и переименован в Собинский в составе 15 с/с (Алексеевский, Бабаевский, Березниковский, Волосовский, Воршинский, Вышмановский, Добрынинский, Калитеевский, Кишлеевский, Колокшанский, Копнинский, Литвиновский, Рождественский, Ундольский, Черкутинский, Юровский). Упразднен Алексеевский с/с с передачей населённых пунктов в состав Ундольского с/с.
- В 1969 году образован Асерховский с/с, рабочий посёлок Лакинский преобразован в город районного подчинения Лакинск.
- В 1976 году перенесены: центр Юровского с/с в деревню Курилово с переименованием его в Куриловский, центр Калитеевского с/с в село Фетинино с переименованием его в Фетининский[5].
- На 1 января 1983 года в состав района входил 1 посёлок городского типа Ставрово и 13 сельских советов: Асерховский, Бабаевский, Березниковский, Воршинский, Вышмановский, Кишлеевский, Колокшанский, Копнинский, Куриловский, Рождественский, Толпуховский, Фетининский, Черкутинский.
- В 1998 году в результате реформы все сельские советы преобразованы в сельские округа.
- В соответствии с Законом Владимирской области от 1 декабря 2004 года № 217-ОЗ[6] Собинский район как муниципальное образование был наделён статусом муниципального района в составе трёх городских поселений.
- В соответствии с Законом Владимирской области от 6 мая 2005 № 38-ОЗ[7], отменившим действие предыдущего закона, Собинский район был вторично наделён статусом муниципального района в составе 3 городских и 9 сельских поселений. Города Собинка и Лакинск вошли в состав района как городские поселения.
- 7 мая 2020 года вышел закон об образовании сельского населённого пункта — деревни — на территории Березниковского сельского поселения[8]. В конце 2020 года деревне было дано название Филинская[9][10].
- Законом от 3 сентября 2021 года № 85-ОЗ посёлок Ставрово (городской населённый пункт) был наделён статусом рабочего посёлка[11].

## Население
| 1929    | 1939    | 1959    | 1970    | 1979    | 1989    | 2002    | 2009    | 2010    |
| ------- | ------- | ------- | ------- | ------- | ------- | ------- | ------- | ------- |
| 44 922  | ↗68 477 | ↘49 357 | ↘26 549 | ↘25 422 | ↗25 549 | ↘24 864 | ↗58 596 | ↗58 801 |
| 2011    | 2012    | 2013    | 2014    | 2015    | 2016    | 2017    | 2018    | 2019    |
| ↘58 603 | ↘58 011 | ↘57 388 | ↘56 723 | ↘56 017 | ↘55 289 | ↘54 687 | ↘53 628 | ↘52 497 |
| 2020    | 2021    |         |         |         |         |         |         |         |
| ↘52 446 | ↘50 883 |         |         |         |         |         |         |         |

Примечание. В 1929 и 1959 годах без Ставровского района (38 591 и 17 057 чел. соответственно). В 1970, 1979 и 1989 годах без Собинского горсовета (38 020, 41 139 и 42 638 чел. соответственно). В 2002 году без населённых пунктов, подчинённых администрации Собинки (38 140 чел.)

### Урбанизация
В городских условиях (города Лакинск и Собинка, рабочий посёлок Ставрово) проживают 73,18 % населения района.

### Национальный состав
По итогам переписи населения 2020 года проживали следующие национальности (национальности менее 0,1 % и другое, см. в сноске к строке «Другие»):
| Национальность | Численность, чел. | Доля     |
| -------------- | ----------------- | -------- |
| Русские        | 45 913            | 90,23 %  |
| Украинцы       | 198               | 0,39 %   |
| Армяне         | 186               | 0,37 %   |
| Узбеки         | 141               | 0,28 %   |
| Татары         | 96                | 0,19 %   |
| Мордва         | 92                | 0,18 %   |
| Молдаване      | 87                | 0,17 %   |
| Азербайджанцы  | 83                | 0,16 %   |
| Поляки         | 76                | 0,15 %   |
| Таджики        | 72                | 0,14 %   |
| Белорусы       | 60                | 0,12 %   |
| Другие         | 3879              | 7,62 %   |
| Итого          | 50 883            | 100,00 % |

## Муниципально-территориальное устройство
В Собинский район как муниципальный район входят 12 муниципальных образований, в том числе 3 городских и 9 сельских поселения
| №        | Муниципальное образование | Административный центр | Количество населённых пунктов | Население | Площадь, км2 |
| -------- | ------------------------- | ---------------------- | ----------------------------- | --------- | ------------ |
| 1e-06    | Городские поселения:      |                        |                               |           |              |
| 1        | город Лакинск             | город Лакинск          | 1                             | ↘12 861   | 9,31         |
| 2        | город Собинка             | город Собинка          | 1                             | ↗17 444   | 19,68        |
| 3        | посёлок Ставрово          | пгт Ставрово           | 1                             | ↘6932     | 9,11         |
| 3.000002 | Сельские поселения:       |                        |                               |           |              |
| 4        | Асерховское               | посёлок Асерхово       | 31                            | ↗1553     | 229,40       |
| 5        | Березниковское            | село Березники         | 26                            | ↗679      | 378,68       |
| 6        | Воршинское                | село Ворша             | 21                            | ↘2240     | 105,08       |
| 7        | Колокшанское              | посёлок Колокша        | 15                            | ↘1311     | 62,68        |
| 8        | Копнинское                | село Заречное          | 17                            | ↘1931     | 228,12       |
| 9        | Куриловское               | деревня Курилово       | 27                            | ↘1439     | 178,17       |
| 10       | Рождественское            | село Рождествено       | 25                            | ↗1528     | 152,60       |
| 11       | Толпуховское              | деревня Толпухово      | 25                            | ↘2104     | 174,83       |
| 12       | Черкутинское              | село Черкутино         | 8                             | ↗861      | 58,03        |

### Населённые пункты
В Собинском районе 199 населённых пунктов.
| №   | Населённый пункт  | Тип     | Население | Муниципальное образование |
| --- | ----------------- | ------- | --------- | ------------------------- |
| 1   | Азиково           | деревня | →29       | Толпуховское              |
| 2   | Алепино           | село    | ↗18       | Рождественское            |
| 3   | Алфёрово          | деревня | ↗1        | Асерховское               |
| 4   | Анфимиха          | деревня | ↘2        | Березниковское            |
| 5   | Анциферово        | деревня | ↘5        | Куриловское               |
| 6   | Арбузово          | село    | ↗214      | Асерховское               |
| 7   | Артюшино          | деревня | ↗22       | Асерховское               |
| 8   | Асерхово          | посёлок | ↘740      | Асерховское               |
| 9   | Астаниха          | деревня | →0        | Рождественское            |
| 10  | Астафьево         | деревня | ↗17       | Воршинское                |
| 11  | Афанасьево        | деревня | ↗11       | Воршинское                |
| 12  | Бабаево           | село    | ↘548      | Воршинское                |
| 13  | Бакино            | деревня | ↗4        | Куриловское               |
| 14  | Баранники         | деревня | ↗14       | Колокшанское              |
| 15  | Батюшково         | деревня | ↘9        | Воршинское                |
| 16  | Безводное         | деревня | ↗19       | Толпуховское              |
| 17  | Березники         | село    | ↘403      | Березниковское            |
| 18  | Богатищево        | деревня | ↗11       | Толпуховское              |
| 19  | Боковино          | деревня | ↗7        | Асерховское               |
| 20  | Болгары           | деревня | ↘5        | Асерховское               |
| 21  | Большие Острова   | деревня | ↘7        | Березниковское            |
| 22  | Большое Иваньково | деревня | ↗74       | Колокшанское              |
| 23  | Братилово         | деревня | ↗18       | Асерховское               |
| 24  | Братонеж          | деревня | ↘1        | Копнинское                |
| 25  | Брод              | деревня | →0        | Рождественское            |
| 26  | Брянцево          | деревня | ↗6        | Колокшанское              |
| 27  | Бузаково          | деревня | ↗8        | Воршинское                |
| 28  | Буланово          | деревня | ↗23       | Асерховское               |
| 29  | Бурыкино          | деревня | ↘7        | Рождественское            |
| 30  | Бухолово          | деревня | ↘21       | Толпуховское              |
| 31  | Ваганово          | деревня | ↘19       | Куриловское               |
| 32  | Вал               | деревня | ↗22       | Асерховское               |
| 33  | Василёво          | деревня | ↗10       | Рождественское            |
| 34  | Васильевка        | деревня | ↘400      | Куриловское               |
| 35  | Вежболово         | деревня | ↗11       | Куриловское               |
| 36  | Вишняково         | деревня | ↘2        | Куриловское               |
| 37  | Владимировка      | деревня | ↘8        | Колокшанское              |
| 38  | Волково           | деревня | ↗2        | Черкутинское              |
| 39  | Волосово          | село    | ↘242      | Толпуховское              |
| 40  | Ворша             | село    | ↘1139     | Воршинское                |
| 41  | Вошилово          | деревня | ↘4        | Асерховское               |
| 42  | Вышманово         | деревня | ↘319      | Асерховское               |
| 43  | Глухово           | село    | ↘177      | Куриловское               |
| 44  | Гнусово           | деревня | ↘21       | Копнинское                |
| 45  | Головино          | деревня | ↗10       | Березниковское            |
| 46  | Головино          | деревня | →0        | Колокшанское              |
| 47  | Голубино          | деревня | ↘3        | Березниковское            |
| 48  | Горямино          | деревня | ↗8        | Черкутинское              |
| 49  | Даниловка         | деревня | ↘6        | Толпуховское              |
| 50  | Демидово          | деревня | ↘61       | Куриловское               |
| 51  | Демихово          | деревня | ↗8        | Рождественское            |
| 52  | Дербыши           | деревня | →0        | Березниковское            |
| 53  | Добрынино         | деревня | ↗90       | Толпуховское              |
| 54  | Дубровка          | деревня | ↘3        | Воршинское                |
| 55  | Дуброво           | деревня | ↘32       | Березниковское            |
| 56  | Елховица          | деревня | ↘16       | Воршинское                |
| 57  | Елховка           | деревня | ↘23       | Рождественское            |
| 58  | Ельтесуново       | село    | ↘200      | Рождественское            |
| 59  | Ермонино          | деревня | ↘220      | Толпуховское              |
| 60  | Еросово           | деревня | ↘21       | Воршинское                |
| 61  | Жабино            | деревня | →4        | Березниковское            |
| 62  | Жерехово          | село    | ↘133      | Толпуховское              |
| 63  | Жохово            | деревня | ↘63       | Копнинское                |
| 64  | Запрудье          | деревня | ↗19       | Асерховское               |
| 65  | Заречное          | село    | ↘819      | Копнинское                |
| 66  | Захарино          | деревня | ↗8        | Черкутинское              |
| 67  | Зубово            | деревня | ↘2        | Асерховское               |
| 68  | Ивлево            | деревня | →14       | Колокшанское              |
| 69  | Кадыево           | деревня | ↗15       | Асерховское               |
| 70  | Калитеево         | село    | ↘17       | Рождественское            |
| 71  | Карачарово        | село    | ↘20       | Куриловское               |
| 72  | Карпово           | деревня | ↘0        | Асерховское               |
| 73  | Кишлеево          | село    | ↘287      | Толпуховское              |
| 74  | Коверлево         | деревня | ↘8        | Толпуховское              |
| 75  | Колокольница      | деревня | ↗23       | Асерховское               |
| 76  | Колокша           | деревня | ↗39       | Колокшанское              |
| 77  | Колокша           | посёлок | ↘723      | Колокшанское              |
| 78  | Конино            | деревня | ↘73       | Воршинское                |
| 79  | Конново           | деревня | ↗19       | Березниковское            |
| 80  | Копнино           | деревня | ↘78       | Копнинское                |
| 81  | Копытово          | деревня | ↘5        | Куриловское               |
| 82  | Корнево           | деревня | ↘8        | Рождественское            |
| 83  | Корнилково        | деревня | ↗6        | Рождественское            |
| 84  | Коробово          | деревня | ↘6        | Березниковское            |
| 85  | Короедово         | деревня | ↘5        | Куриловское               |
| 86  | Корчагино         | деревня | ↗6        | Асерховское               |
| 87  | Костино           | деревня | ↗5        | Асерховское               |
| 88  | Косьмино          | деревня | →6        | Березниковское            |
| 89  | Кочуково          | деревня | ↗6        | Куриловское               |
| 90  | Крутой Овраг      | деревня | ↘0        | Толпуховское              |
| 91  | Крутояк           | деревня | ↘30       | Березниковское            |
| 92  | Куделино          | деревня | ↗5        | Рождественское            |
| 93  | Кузнецово         | деревня | →6        | Воршинское                |
| 94  | Кузнецы           | деревня | ↗6        | Березниковское            |
| 95  | Кузьмино          | деревня | ↘58       | Воршинское                |
| 96  | Курилово          | деревня | ↘596      | Куриловское               |
| 97  | Кучино            | деревня | →0        | Куриловское               |
| 98  | Лазарево          | деревня | ↗1        | Асерховское               |
| 99  | Лакинск           | город   | ↘12 861   | город Лакинск             |
| 100 | Лапино            | деревня | ↗9        | Копнинское                |
| 101 | Левино            | деревня | ↗19       | Березниковское            |
| 102 | Литовка           | деревня | →5        | Асерховское               |
| 103 | Лопухино          | деревня | ↗3        | Асерховское               |
| 104 | Лучинское         | деревня | ↘118      | Толпуховское              |
| 105 | Максимиха         | деревня | ↘7        | Березниковское            |
| 106 | Малахово          | деревня | ↘4        | Березниковское            |
| 107 | Малые Острова     | деревня | ↘3        | Березниковское            |
| 108 | Малый Алепинец    | деревня | →0        | Рождественское            |
| 109 | Матрёнино         | деревня | →0        | Рождественское            |
| 110 | Мещёра            | деревня | ↗10       | Асерховское               |
| 111 | Мещёра            | деревня | ↗11       | Рождественское            |
| 112 | Митрофаниха       | деревня | ↘43       | Копнинское                |
| 113 | Михеево           | деревня | ↗21       | Асерховское               |
| 114 | Михлино           | деревня | ↘2        | Толпуховское              |
| 115 | Монаково          | деревня | ↗14       | Толпуховское              |
| 116 | Морозово          | деревня | →0        | Куриловское               |
| 117 | Мосягино          | деревня | →6        | Асерховское               |
| 118 | Назарово          | деревня | ↘9        | Воршинское                |
| 119 | Некрасиха         | деревня | ↗3        | Черкутинское              |
| 120 | Нерожино          | деревня | ↗7        | Березниковское            |
| 121 | Николютино        | деревня | →0        | Черкутинское              |
| 122 | Никулино          | деревня | ↘3        | Асерховское               |
| 123 | Никулино          | деревня | ↗13       | Толпуховское              |
| 124 | Новино            | деревня | →0        | Рождественское            |
| 125 | Новосёлка         | деревня | ↗4        | Воршинское                |
| 126 | Новосёлово        | деревня | ↘24       | Копнинское                |
| 127 | Овечкино          | деревня | →0        | Березниковское            |
| 128 | Одерихино         | деревня | ↘64       | Колокшанское              |
| 129 | Омофорово         | деревня | ↘40       | Копнинское                |
| 130 | Орехово           | деревня | ↗17       | Толпуховское              |
| 131 | Осовец            | село    | ↘204      | Копнинское                |
| 132 | Парфентьево       | деревня | ↘69       | Колокшанское              |
| 133 | Пасынково         | деревня | ↘0        | Черкутинское              |
| 134 | Перебор           | деревня | →16       | Березниковское            |
| 135 | Пестерюгино       | деревня | ↗5        | Куриловское               |
| 136 | Петрушино         | деревня | ↗50       | Копнинское                |
| 137 | Пискутино         | деревня | ↘0        | Рождественское            |
| 138 | Погост            | деревня | ↘23       | Копнинское                |
| 139 | Подвязье          | деревня | →5        | Толпуховское              |
| 140 | Прокошиха         | деревня | →0        | Рождественское            |
| 141 | Пушнино           | деревня | ↘6        | Асерховское               |
| 142 | Пушнино           | деревня | ↘11       | Березниковское            |
| 143 | Ратмирово         | село    | ↗35       | Рождественское            |
| 144 | Ремни             | деревня | ↗8        | Асерховское               |
| 145 | Роганово          | деревня | →0        | Колокшанское              |
| 146 | Рождествено       | село    | ↗701      | Рождественское            |
| 147 | Рукав             | деревня | ↘100      | Колокшанское              |
| 148 | Рыбхоз Ворша      | деревня | ↘34       | Куриловское               |
| 149 | Рыжково           | деревня | ↗33       | Толпуховское              |
| 150 | Рылово            | деревня | ↗7        | Асерховское               |
| 151 | Семёновское       | село    | ↘139      | Колокшанское              |
| 152 | Сергеево          | деревня | ↗8        | Куриловское               |
| 153 | Собинка           | город   | ↗17 444   | город Собинка             |
| 154 | Спасское          | деревня | ↘18       | Березниковское            |
| 155 | Спасское          | село    | ↗14       | Рождественское            |
| 156 | Спирино           | деревня | →3        | Куриловское               |
| 157 | Ставрово          | пгт     | ↘6932     | посёлок Ставрово          |
| 158 | Степаниха         | деревня | ↗6        | Рождественское            |
| 159 | Степаньково       | деревня | ↘21       | Куриловское               |
| 160 | Столбищи          | деревня | ↗9        | Воршинское                |
| 161 | Струково          | деревня | ↘8        | Колокшанское              |
| 162 | Сулуково          | деревня | ↗31       | Толпуховское              |
| 163 | Танковижа         | деревня | ↗8        | Асерховское               |
| 164 | Таратинка         | деревня | ↗30       | Толпуховское              |
| 165 | Теплиново         | деревня | ↗8        | Куриловское               |
| 166 | Тетерино          | деревня | →6        | Воршинское                |
| 167 | Толпухово         | деревня | ↘744      | Толпуховское              |
| 168 | Турино            | деревня | →2        | Куриловское               |
| 169 | Турово            | деревня | ↘0        | Березниковское            |
| 170 | Уварово           | деревня | ↘11       | Куриловское               |
| 171 | Угор              | деревня | ↘165      | Воршинское                |
| 172 | Угрюмиха          | деревня | ↘9        | Березниковское            |
| 173 | Ундольский        | посёлок | ↗425      | Копнинское                |
| 174 | Устье             | село    | ↗53       | Колокшанское              |
| 175 | Фёдоровка         | деревня | ↘8        | Куриловское               |
| 176 | Федотово          | деревня | ↘6        | Копнинское                |
| 177 | Федурново         | деревня | ↗25       | Асерховское               |
| 178 | Фетинино          | село    | ↘435      | Рождественское            |
| 179 | Филино            | деревня | ↗7        | Куриловское               |
| 180 | Филинская         | деревня |           | Березниковское            |
| 181 | Фролиха           | деревня | ↗5        | Асерховское               |
| 182 | Харитоново        | деревня | ↘5        | Копнинское                |
| 183 | Хреново           | деревня | ↘103      | Копнинское                |
| 184 | Хреново           | деревня | ↘3        | Куриловское               |
| 185 | Хрястово          | деревня | ↘47       | Воршинское                |
| 186 | Цепелево          | деревня | ↘17       | Копнинское                |
| 187 | Чаганово          | деревня | ↘3        | Рождественское            |
| 188 | Черкутино         | село    | ↘824      | Черкутинское              |
| 189 | Чижово            | деревня | ↗12       | Воршинское                |
| 190 | Чурилово          | деревня | ↗9        | Толпуховское              |
| 191 | Шелдяково         | деревня | ↘12       | Толпуховское              |
| 192 | Шепели            | деревня | ↗38       | Березниковское            |
| 193 | Шувалиха          | деревня | ↘10       | Березниковское            |
| 194 | Шуново            | деревня | ↘21       | Рождественское            |
| 195 | Юрино             | деревня | ↗77       | Воршинское                |
| 196 | Юрино             | деревня | ↘16       | Черкутинское              |
| 197 | Юрово             | село    | ↘18       | Куриловское               |
| 198 | Ягодное           | деревня | ↗10       | Толпуховское              |
| 199 | Яковлево          | деревня | ↘2        | Воршинское                |

Упразднённые населённые пункты:
- 2004 год — посёлки Красная Охота и Ново-Собинский[34].

## Бюджет
|         | 2016 | 2017 | 2018 | 2019 | 2020 |
| Доходы  | 1413 | 1168 | 1497 | 2099 | 1935 |
| Расходы | 1321 | 1123 | 1579 | 1964 | 1996 |

| Уплачено налогов предприятиями района, млн.руб. |      |      |     |
|                                                 | 2019 | 2020 | %   |
| Федеральный бюджет                              | 1820 | 2232 | 123 |
| Областной бюджет                                | 2004 | 2491 | 124 |
| в т.ч. акцизы на пиво                           | 248  | 384  | 155 |
| Местный бюджет                                  | 555  | 663  | 119 |
| в т.ч. акцизы на медовуху и сидр                | 3    | 2    | 67  |
| Итого                                           | 4379 | 5387 | 123 |

## Экономика
Объем промышленного производства по итогам 2020 года составил 63,9 млрд руб., в т.ч. обрабатывающее производство - 48,4 млрд.руб. ВРП на 1 жителя — 1,236 млн руб. (2 место во Владимирской области, 7 место в РФ). В январе - ноябре 2021 года произошло увеличение основных показателей, характеризующих социально-экономическое развитие района. Так, по сравнению с аналогичным периодом 2020 года объём отгруженных товаров собственного производства, выполненных работ и услуг собственными силами увеличился  на 18,5% и составил 67632,0 млн. руб., в т.ч. по обрабатывающему производству 54228,7 млн. руб. (126,7%). По  объемам произведенной продукции район занимает 5 место в регионе.
На территории Собинского района зарегистрировано 443 предприятия: 19 — крупных, 15 — средних, 411 — малых предприятий.
Число работающих граждан — 10 496 человек. Средняя заработная плата за 2020 год по Собинскому району – 38929,8 рублей. В том числе:
- обрабатывающие производства – 49429,1 рублей,
- образование – 29223,7 рублей,
- культура и спорт – 28642,5 рублей.
В 2020 г. в «Центре занятости населения Собинского района» состоял на учете 761 человек, из них 749 человек имели статус безработного. Уровень безработицы – 2,7%.
Основу экономики района составляет крупный кластер промышленности: ООО «Де Хес», ЗАО «Ferrero Руссия», ООО «Зоппас Индастриз Руссия», ООО «Мон дэ лис Руссия», ООО «Лакинский текстиль», ООО «Bakulin Motors Group», ООО «Водоцикл», ООО «Демидовский фанерный комбинат», ООО «Новая лыжная фабрика», ООО «Владимирский консервный завод».

## Инвестиции
Сформировано 7 инвестиционных площадок общей площадью 726,3 га, обеспеченных электроэнергией, газом, водоснабжением и водоотведением. Объём инвестиций в 2013—2018 гг. составил 60 млрд руб. В 2020 году ООО «Владимирский консервный завод» запустил 2 дополнительные линии производства рыбных консервов, вновь созданных рабочих мест – 60 чел.
В 2021-2027 гг. планируется:
-строительство мясоперерабатывающего комплекса в п. Ставрово, проектной мощностью 10950 тонн/2500 млн.руб., количество новых рабочих мест – 42 чел.
-строительство производственно-складского корпуса площадью 37419 кв.м. на территории индустриального парка «Ставровский», проектная мощность – 1475,8 млн.руб., количество новых рабочих мест 297;
-увеличение производственной площади завода ООО «Монделис Русь», расширение складских помещений и установка дополнительной линии для производства бисквита «Медвежонок Барни», проектная мощность – 7000 тонн, количество новых рабочих мест – 50 чел.;
-строительство производственного логистического комплекса электротехнической продукции (инвестор ООО «Электрорешение-П») с. Ворша, количество новых рабочих мест - 500 чел.;
-строительство завода по выпуску плит МДФ V-150 тыс.куб.метров в год с. Ворша (инвестор ООО «Лузалес» Коми), количество новых рабочих мест – 500 чел.;
-строительство завода мучных смесей и строительство пекарни (инвестор ООО «Гарнец») с. Ворша, количество новых рабочих мест – 60 чел.

## Сельское хозяйство
Основное направление сельского хозяйства — молочно-мясное животноводство, главными культурами растениеводства являются зерно, морковь. Объём произведённых товаров в сельском хозяйстве в 2018 году составил 3,85 млрд руб. Сельское хозяйство района представлено 8 сельхозпредприятиями: АО «им. Лакина», ЗАО «им. Ленина», СПК «Черкутино», ООО «Бабаево», ЗАО «Невский», СПК «Курилово», УПХ «Ставровское», ООО «ВладЗерноПродукт» и 16 КФХ.
Произведено в 2020 году:
яйцо куриное  - 260,5 млн. шт. (1 место  в регионе)
молоко – 67 тыс.тонн (3 место в регионе)
мясо - 4,5 тыс. тонн  (2 место в регионе)
зерновые - 25,8 тыс. тонн  (3 место в регионе).
Численность поголовья крупного рогатого скота насчитывает 18698 голов, в том числе дойное стадо - 8104 голов.
Надой на 1 корову в районе  составляет – 8,2 тыс.литров молока. В ЗАО «Имени Ленина» надой на 1 корову 10,5 тыс.литров молока в год,  а выработка готовой продукции на 1 работника составляет 4,2 млн.рублей в год.

## Строительство
В 2016-2021 г.г. построено 8 многоквартирных домов - 92 квартиры.
Жилищные условия улучшили 186 человек (85 семей). Общая площадь – 4,55 тыс. кв.м.
9 квартир – врачам, 25 квартир – педагогам. В резерве – 7 квартир.
| Ввод жилья    | 2015г | 2016г | 2017г | 2018г | 2019г | 2020г | 2021г (прогноз)  | Итого: |
| Площадь,кв.м. | 13,0  | 13,1  | 20,1  | 16,7  | 25,8  | 25,5  | 30,0 (план 21,4) | 144,2  |

## Транспорт
Основу транспортных связей района составляют федеральная автотрасса М7 «Волга» и магистральная железная дорога Москва — Нижний Новгород, в пределах района расположены станции Горьковской железной дороги Колокша и Ундол, платформы 170 километр и Красная Охота (с лета 2009 года — недействующая).
Существовала система железных дорог Асерховского торфопредприятия: ширококолейная к станции Улыбышево линии Владимир — Тумская и узкоколейные, связывавшие Асерхово с Собинкой и посёлком Новособинский, где находились торфоразработки. В южной части района проходит участок узкоколейной железной дороги ОАО «Шатурторф» Бакшеево — Острова, рабочие поезда здесь были в ходу до 2008 года.
На территории района организовано 19 муниципальных регулируемых автобусных маршрутов, 5 межмуниципальных регулируемых автобусных маршрутов, 1 городской автобусный маршрут.

## Образование
На территории Собинского района действует 18 школ, 27 детских садов, 2 учреждения дополнительного образования. В отрасли трудятся 1234 работника, в том числе 565 педагогов. 8 929 детей обучаются в школах и посещают детские сады, получают дополнительное образование. В 2019 году выпускников всего — 718, из них окончивших 11 класс — 149 человек, 9 класс — 569 человек.

## Культура
В районе функционируют 16 учреждений культурно-досугового типа; 23 библиотеки, 3 музея, 4 детских художественных и музыкальных школы. В Домах культуры работают 308 коллективов,в которых занимается 5509 человек. 11 коллективов стали лауреатами международных и всероссийских конкурсов и фестивалей.

## Спорт
На территории Собинского района работает 159 спортивных сооружений, 39 спортивных секций. Спортом занимается 22 тыс.человек.

## Достопримечательности
В городах и сёлах района есть памятники архитектуры и истории, среди которых церковь Казанской иконы Божией Матери в Лакинске, Троицкий храм в селе Фетинино, Богородице-Рождественская церковь в Черкутине, церковь Рождества Христова в селе Рождествено, Троицкие церкви в сёлах Ворша, Ратмирово, Арбузово и др.
Интерес представляют и старинные усадьбы: Жуковского в Орехове, Оболенских в Жерехове, Солоухина в селе Алепино.

## Известные люди
Село Орехово — родина русского учёного, создателя аэродинамики Николая Егоровича Жуковского. В 1937 году на территории усадьбы Жуковского в Орехове создан дом-музей.
В селе Олепине (ныне Алепино) родился писатель Владимир Алексеевич Солоухин, а в селе Черкутине — государственный деятель Михаил Михайлович Сперанский.
Полководец Александр Васильевич Суворов имел поместье в селе Ундол (ныне — часть города Лакинска), в 1784—1786 годах жил в своём имении на берегу Ундолки. В 1795 году дочь полководца Наталья (Суворочка) при выходе замуж за графа Николая Зубова получила в придание ундольскую вотчину и перевезла дом в село Фетинино (дом не сохранился). Ежегодно в сентябре в Фетинине проводится театрализованный праздник Натальин день. Фетинино и Ундол являются местом проведения традиционных Суворовских сборов.
Собинский район — родина Героев Советского Союза Виктора Анисимова, Ивана Бакарова, Ефима Бедина, Сергея Герасимова, Леонида Голячкова, Александра Косицына, Михаила Никитина, Алексея Отставнова, Ивана Полякова, Ивана Скворцова, Алексея Тарасова, Филиппа Торговцева, Николая Харитонова, Павла Шамаева, Алексея Шибаева.
Почетные граждане Собинского района: Наталья Ивановна Ершова, Александр Антонович Чернявский, Василий Иванович Цыкин, Николай Иванович Шраменко, Владимир Иванович Гадалов, Екатерина Александровна Арабей, Валентина Николаевна Романова, Майя Константиновна Ширканова.